# Любимівка (Бериславський район)
Люби́мівка —  село в Україні, у Нововоронцовській селищній громаді Бериславського району Херсонської області. Населення становить 1695 осіб.

## Історія

### Російське вторгнення в Україну (з 2022)
В березні 2022 року село було окуповане російськими військами
3 жовтня 2022 року, під час Контрнаступу ЗСУ на Херсонщині, село було звільнено від російської окупації та повернуто під Контроль України.
Внаслідок російської окупації в селі була пошкоджена або знищена майже вся цивільна інфраструктура.
На Початку Серпня 2023 року в селі почались роботи з відновлення функціонування місцевого дитячого Басейну, якого під час окупації засмітили російські військові, 6 серпня роботу басейну було відновлено.
1 жовтня 2023 року місцевими жителями у селі було встановлено меморіал п'ятим бійцям з 128 ОГШБ Збройних сил України, що загинули рівно рік тому, 1 жовтня 2022 року, тоді ще в боях за село.

## Населення
Згідно з переписом УРСР 1989 року чисельність наявного населення села становила 1789 осіб, з яких 853 чоловіки та 936 жінок.
За переписом населення України 2001 року в селі мешкали 1695 осіб.

### Мовний склад
Рідна мова населення за даними перепису 2001 року:
| Мова       | Чисельність, осіб | Доля     |
| ---------- | ----------------- | -------- |
| Українська | 1 635             | 96,46 %  |
| Російська  | 43                | 2,54 %   |
| Інше       | 17                | 1,00 %   |
| Разом      | 1 695             | 100,00 % |